# ویکتور اسرائیل
ویکتور اسرائیل (انگلیسی: Víctor Israel؛ ‏ ۱۳ ژوئن ۱۹۲۹ – ۱۹ سپتامبر ۲۰۰۹) بازیگر اهل اسپانیا بود. وی بین سال‌های ۱۹۶۱ تا ۲۰۰۹ میلادی فعالیت می‌کرد.
از فیلم‌ها یا برنامه‌های تلویزیونی که وی در آن نقش داشته است، می‌توان به خاور باختر، دنیای سیرک، مردی با چهره عجیب به‌دنبال توست تا تو را بکشد، خوب، بد، زشت، حتی فرشتگان هم لوبیا می‌خورند، اشباح گویا، یانکی، هفت تپانچه برای خانواده مک‌گرگور و شهر سوخته اشاره کرد.